# المتحف الوطني (بيحان)
المتحف الوطني ببيحان ، افتتح في  1966 م ، ويعد من أقدم المتاحف الموجودة في البلاد

## أقسام المتحف
يحتوي المتحف على «1063» قطعة أثرية .